# Harwood Point
Harwood Point är en udde i Indien.   Den ligger i distriktet South 24 Paraganas och delstaten Västbengalen, i den östra delen av landet, 1 300 km sydost om huvudstaden New Delhi.
Terrängen inåt land är mycket platt. Havet är nära Harwood Point åt nordväst. Runt Harwood Point är det tätbefolkat, med 735 invånare per kvadratkilometer. Närmaste större samhälle är Kākdwīp, 2,4 km sydost om Harwood Point. Trakten runt Harwood Point består till största delen av jordbruksmark.